# Œuvre dérivée
 (septembre 2024).
Si vous disposez d'ouvrages ou d'articles de référence ou si vous connaissez des sites web de qualité traitant du thème abordé ici, merci de compléter l'article en donnant les références utiles à sa vérifiabilité et en les liant à la section « Notes et références ».

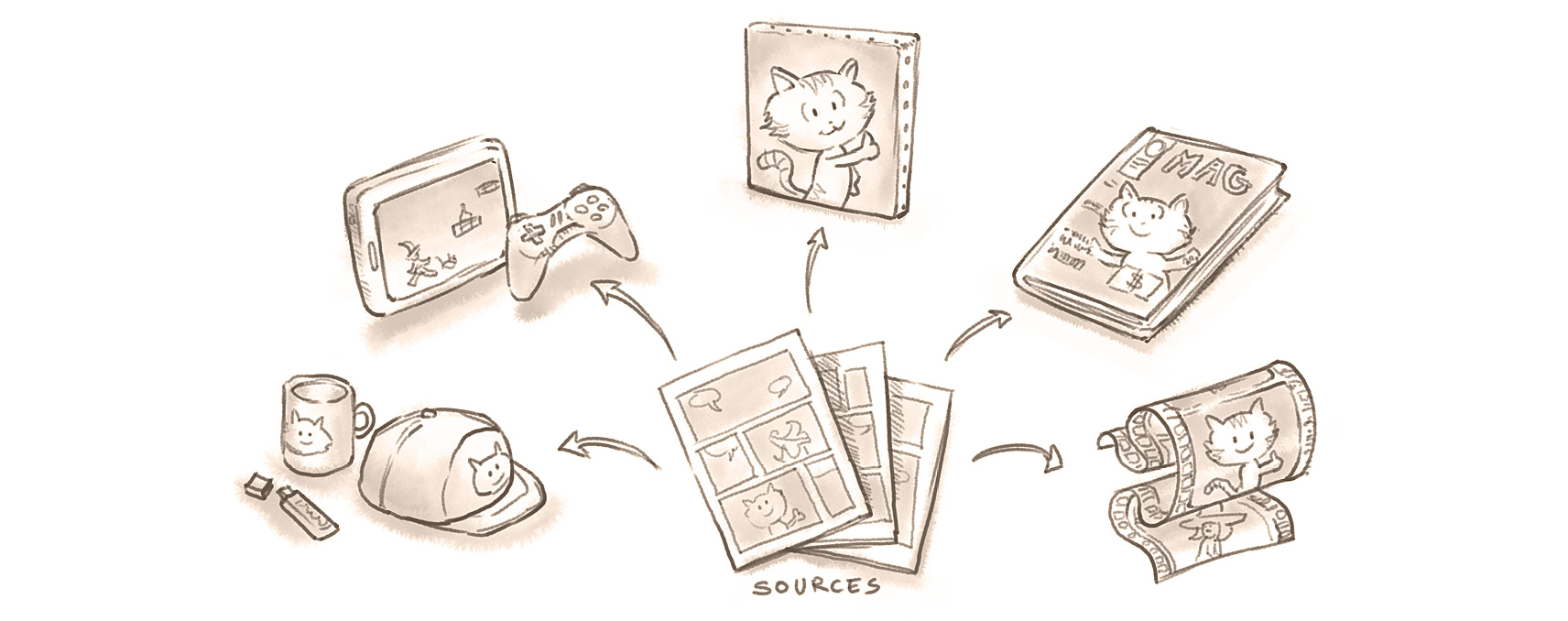
Illustration par David Revoy du concept d'œuvre dérivée

En droit de la propriété intellectuelle, une œuvre dérivée est une œuvre créée à partir d'une ou plusieurs œuvres préexistantes. Parmi les travaux dérivés on peut citer les traductions, les arrangements musicaux, les adaptations à un autre média, les résumés, etc. La notion d’œuvre dérivée est assimilée à celle d'œuvre composite par une partie de la doctrine.   

## Notion juridique
Pour la Convention de Berne pour la protection des œuvres littéraires et artistiques, un travail dérivé suppose une transformation, modification ou adaptation qui constitue par elle-même une œuvre de l'esprit, originale et susceptible d'être protégée par le droit d'auteur. 

Une transformation purement mécanique (chiffrement, duplication, etc.) ne constitue donc pas une œuvre dérivée.
Le statut des photographies (ou du cinéma et des œuvres de télévision) est plus ambigu. 
- Normalement, une œuvre dérivée est censée être une création et non une copie servile. Or, une photographie peut être une œuvre en elle-même, du fait des choix du photographe en matière d'éclairage, d'angle de prise de vue, de cadrage. 
Ceci est également vrai pour la peinture figurative (hyperréalisme notamment), certaines gravures ou l'art vidéo.
- Inversement, les photographies techniques, comme les reproductions de tableaux par exemple, visent au contraire à reproduire fidèlement les formes et les couleurs sans ajouter d'élément issu de la subjectivité du photographe. Elles ne devraient donc pas être considérées comme des œuvres dérivées, mais, au moins en France, la jurisprudence semble encore contradictoire sur le sujet.

### Droit d'auteur des œuvres dérivées
Dans la convention de Berne, une œuvre dérivée bénéficie de la même protection qu'une œuvre originale, sans préjudice des droits de l’auteur de l’œuvre originale. 
L’œuvre dérivée est la propriété de l’auteur qui l’a réalisée, sous réserve des droits de l’auteur de l’œuvre initiale. Il est donc nécessaire d'obtenir l’autorisation de l’auteur de l’œuvre initiale, sauf si cette dernière se trouve dans le domaine public et à condition de respecter le droit moral du premier auteur.
Dans le droit français, selon l’article L.113-2 al.2 du CPI : « est dite composite l'œuvre nouvelle à laquelle est incorporée une œuvre préexistante sans la collaboration de l'auteur de cette dernière.» Cette législation ne fait donc pas de différence de statut entre une œuvre composite et une œuvre dérivée.

## Notion marketing
Le terme « œuvre dérivée » peut aussi se comprendre dans le sens « produit dérivé ». Il s'agit alors d'un concept marketing, visant à promouvoir une œuvre en s'appuyant sur une œuvre publiée précédemment. Voir les articles Suite d'une œuvre, Préquelle, Série dérivée, Crossover.

## Créations de fans
Les créations de fans ou fanworks (fanarts, fanfiction, filk, cosplay, etc.) sont une forme d'œuvre dérivée.